# Argenthal
Argenthal est une municipalité du Verbandsgemeinde Rheinböllen, dans l'arrondissement de Rhin-Hunsrück, en Rhénanie-Palatinat, dans l'ouest de l'Allemagne.

## Liens externes

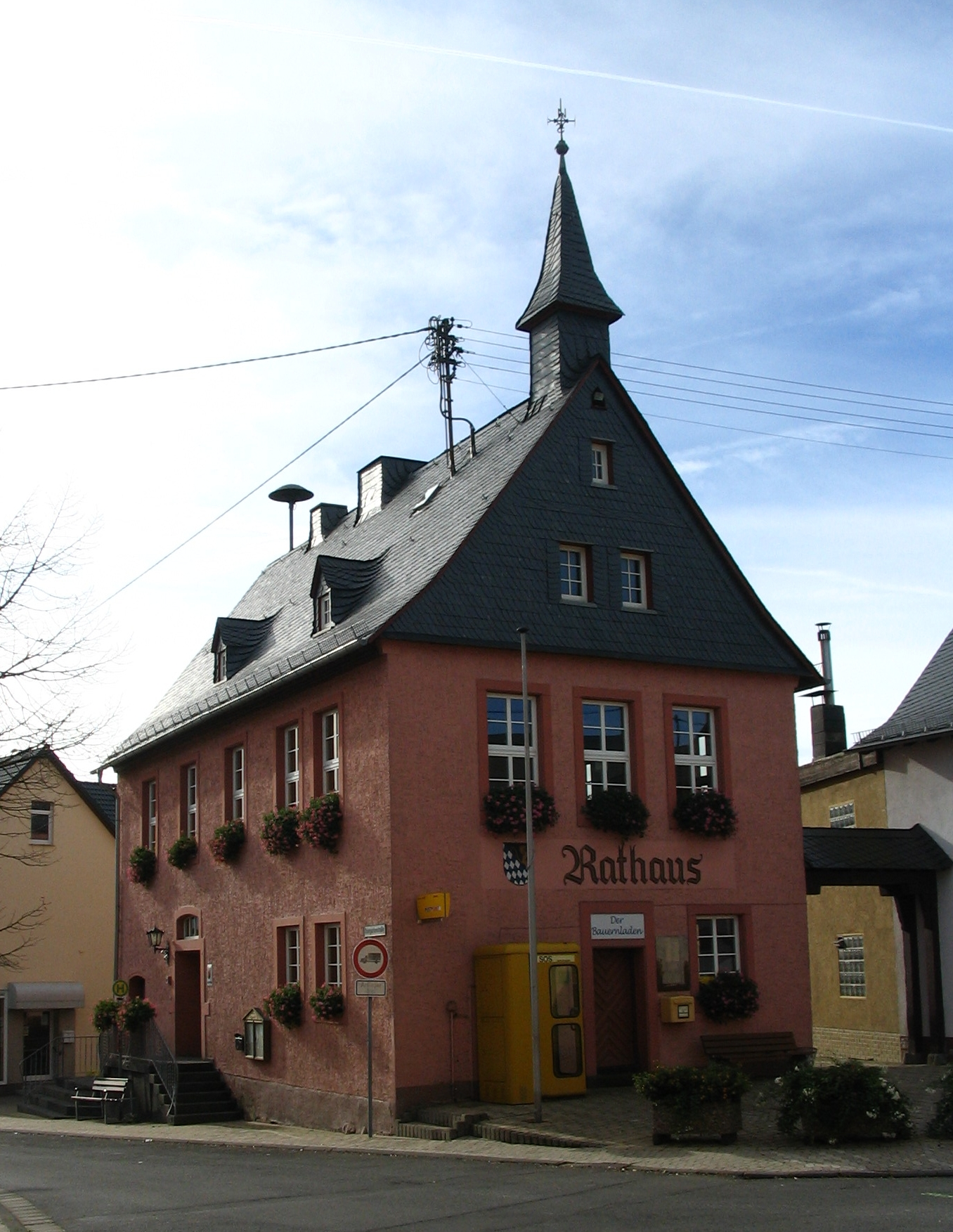
Hôtel de ville d'Argenthal

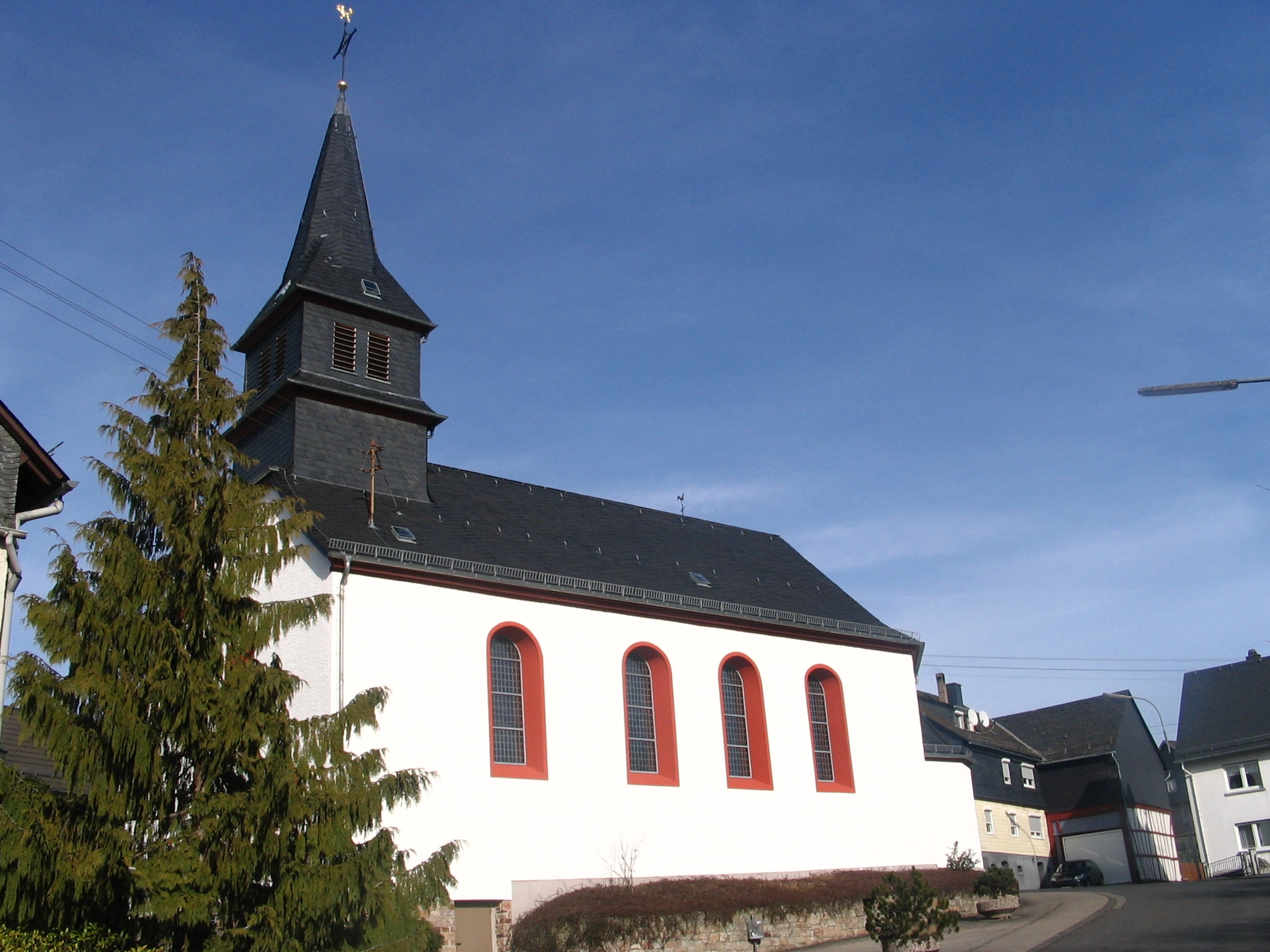
Église évangélique d'Argenthal